# L'Hostelatge
L'Hostelatge és una obra de Santa Pau (Garrotxa) inclosa a l'Inventari del Patrimoni Arquitectònic de Catalunya.

## Descripció
Arquitectònicament, l'hostalatge dels Arcs està format per tres grans naus que envolten la placeta de l'església, cada una amb un gran passatge amb pòrtics d'accés. Com en la construcció del temple, es va utilitzar la maçoneria; però les portes, les finestres i els arcs es feren amb carreus molt ben tallats. Durant un temps no sols fou parada i fonda de pelegrins sinó també de firaires i rodamóns. En temps de guerres, una part de la casa va ser habilitada com a hospital, per això la gent encara li diu "l'hospitalet".

## Història
Totes aquestes construccions annexes a l'església foren edificades en diferents etapes, segurament després dels terratrèmols, alhora que es refeia l'església. La gran portalada principal conserva en una de les dovelles una mena d'escut amb la data de 1567. Dessota i amb xifres deficients: 1776. Diverses Finestres tenen dates esculpides del segle xvii. Cal destacar el cancell que hi ha a l'estable dels bous, datat MDCXVII.